# Сьюдад-де-Куэцалан
Сьюдад-де-Куэцалан (исп. Ciudad de Cuetzalan), также называется Куэцалан-дель-Прогресо (исп. Cuetzalan del Progreso), краткое название Куэцалан (исп. Cuetzalan) — город в Мексике, в штате Пуэбла. Административный центр муниципалитета Куэцалан-дель-Прогресо.

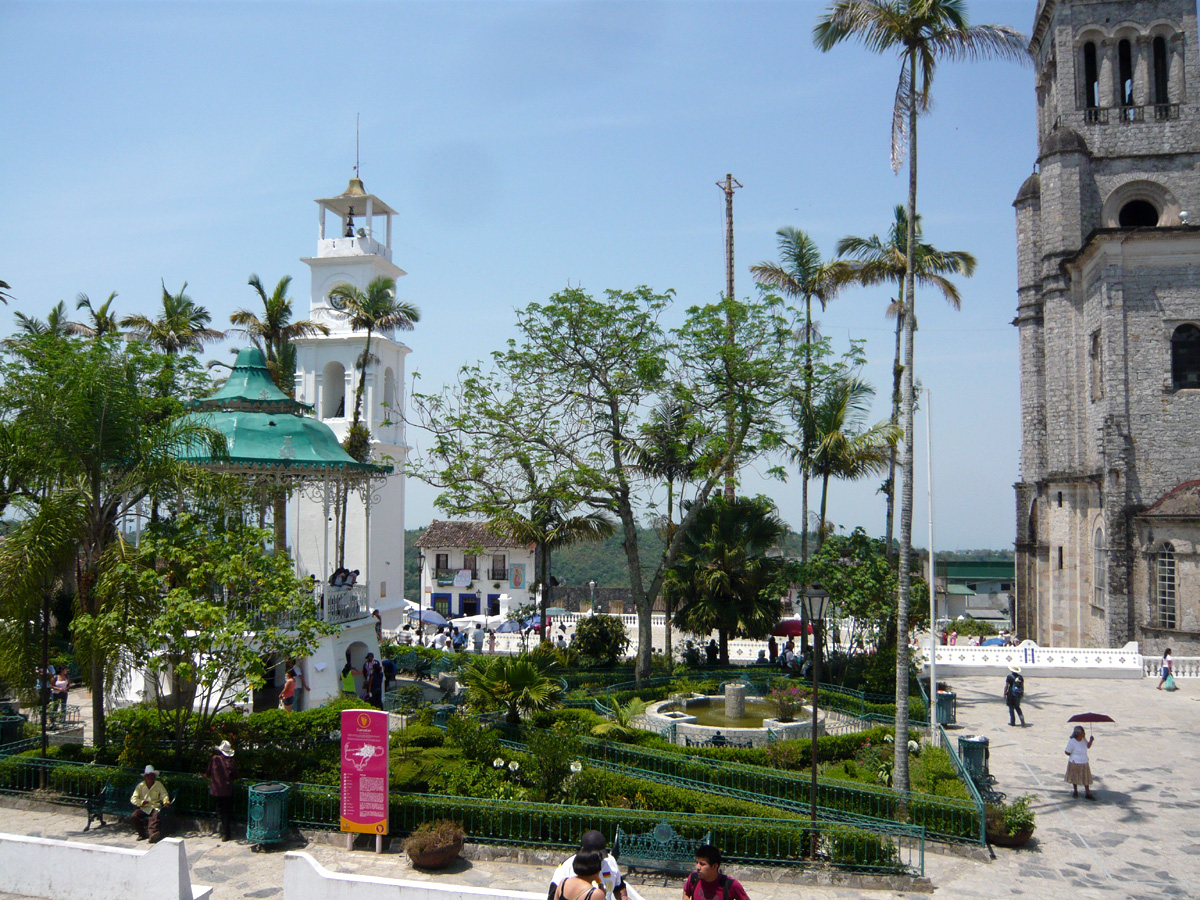
В центре города

Население — 5513 человека.